# Vi (film)
Pour les articles homonymes, voir VI et Vi.
Pour plus de détails, voir Fiche technique et Distribution.
Vi (littéralement Nous) est un long métrage dramatique suédois réalisé par Mani Maserrat, écrit par Jens Jonsson et sorti en 2013.    
Les acteurs principaux sont Gustaf Skarsgård, Anna Åström, Rebecca Ferguson, Sten Ljunggren et Kevin Vaz,,. 
Le 31 mai 2012, un teaser de 45 secondes est sorti sur YouTube avec diverses scènes du film.   
Dans une interview au Aftonbladet, le réalisateur explique qu'il a hypothéqué sa maison pour pouvoir financer le projet de film,,. 
Une autre interview dans le même journal montre que Gustaf Skarsgård et d'autres acteurs ont presté sans compensation pour que le film puisse se réaliser. La chanteuse Sarah Dawn Finer a également contribué au financement par ses chansons et sa musique. Le restaurateur Niklas Ekstedt a prêté son restaurant comme lieu d'enregistrement. 

## Synopsis
Ida (Anna Åström) et Krister (Gustaf Skarsgård) commencent une histoire d'amour, qui au début est très belle mais qui s'étouffe progressivement même s'ils s'aiment. La relation destructrice repose en partie sur le besoin de contrôle et d'appropriation de Krister. 

## Fiche technique
- Titre original : Vi
- Réalisation : Mani Maserrat
- Scénario : Jens Jonsson
- Photographie : Johan Helmer
- Montage : Lars Gustafson
- Pays d'origine : Suède
- Langue originale : suédois
- Format : couleur
- Genre : dramatique
- Durée : 92 minutes
- Dates de sortie :
  - Suède : 10 mai 2013

## Distribution
- Gustaf Skarsgård : Krister
- Anna Åström : Ida
- Rebecca Ferguson : Linda
- Kevin Vaz : Tonårskille
- Sten Ljunggren : Mäklaren (le courtier)
- Göran Holm : Teacher (non crédité)